# Cité de l’espace
A Cité de l’espace az űrre és a világűr meghódítására orientált tudományos kultúra központja, amely a csillagászatnak és az űrhajózásnak egyaránt elkötelezett. A Toulouse-ban található Cité de l'Espace-t 1997 júniusában avatták fel.
A Cité de l’Espace lehetővé teszi a látogatók számára, hogy felfedezzék az Ariane 5 rakéta (53 méter magas), a Szojuz űrszonda és az ERS Föld-megfigyelő műhold nagyméretű mását. Megtekintheti a Mir űrállomás mérnöki modelljét is, annak minden berendezésével együtt. Fel van szerelve egy megfigyelőkupolával is, a La Coupole de l'Astronome-val.
Csaknem 5 millió látogató kereste fel 20 éves fennállása alatt.

## Képtár

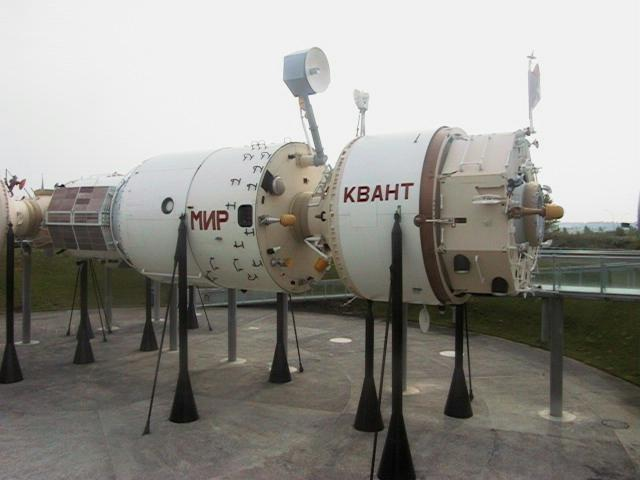
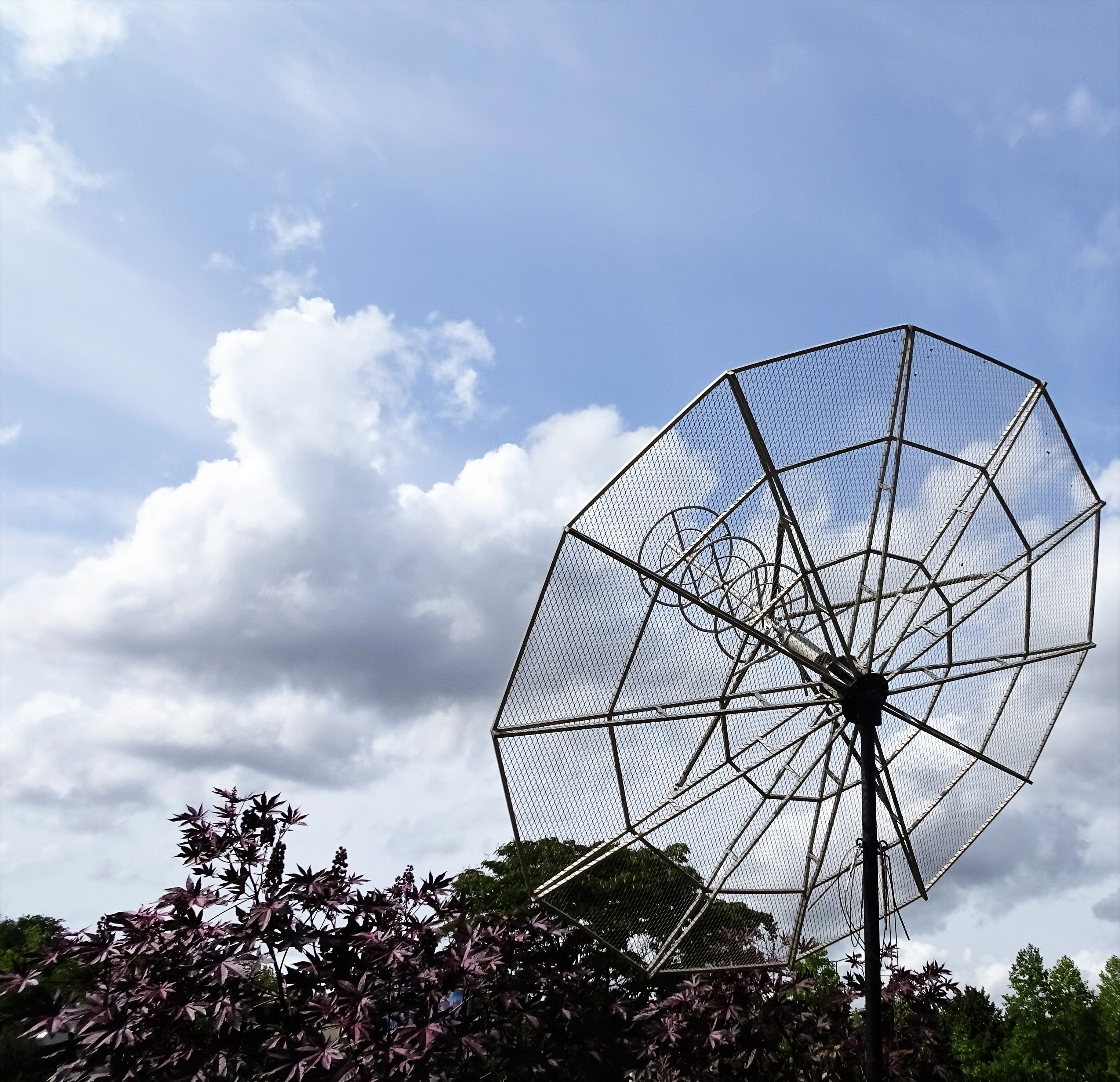